# Ita Wegman

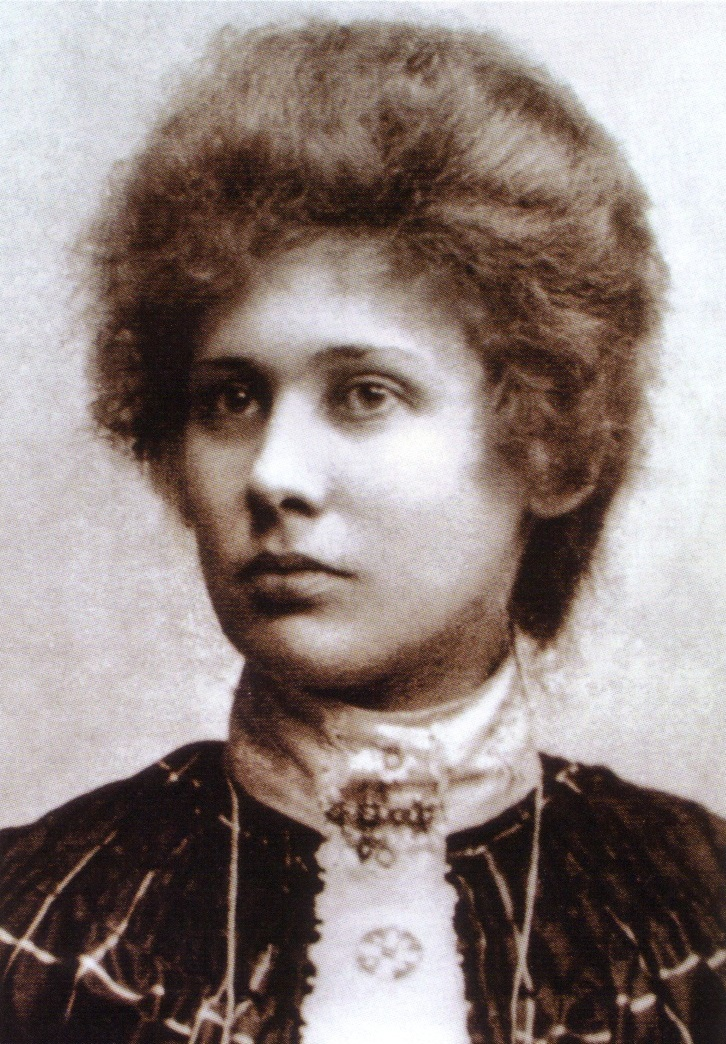
Ita Wegman 1899 i Berlin.

Ita Wegman, född 22 februari 1876 i Karawang på Java i Nederländska Ostindien, död 4 mars 1943 i Arlesheim i Schweiz, var en holländsk läkare och medgrundare av den antroposofiska medicinen tillsammans med Rudolf Steiner. 
Hon framställde redan 1917 ett mistelpreparat mot cancer och grundade 1921 den första antroposofiska kliniken i Arlesheim. Hon utvecklade också en särskild form av massageterapi, kallad rytmisk massage, och andra behandlingar.

## Biografi
Ita Wegman var född i Indonesien som äldsta barnet i en holländsk kolonialfamilj. Efter skolgång på Java och i Holland återvände hon 1894 till Java. 1899 flyttade hon slutgiltigt till Europa och studerade sjukgymnastik och klassisk massage i Amsterdam och Berlin. 1902 träffade hon Rudolf Steiner för första gången. 1906 började hon studera medicin vid Zürichs universitet, där kvinnor fick utbilda sig till läkare. Hon tog läkarexamen 1911 och blev medicine doktor 1912 på en avhandling om scharlakansfeber. Därefter arbetade hon några år som assistentläkare vid olika kliniker. 
1917 öppnade Ita Wegman en egen praktik i Zürich. Samma år lät hon, i samråd med Steiner, ett apotek framställa ett injicerbart mistelpreparat Iscar mot cancer. Detta första mistelmedel utvecklades sedan till Iscador, som har blivit en accepterad alternativ cancerbehandling i Tyskland och ett antal andra länder.

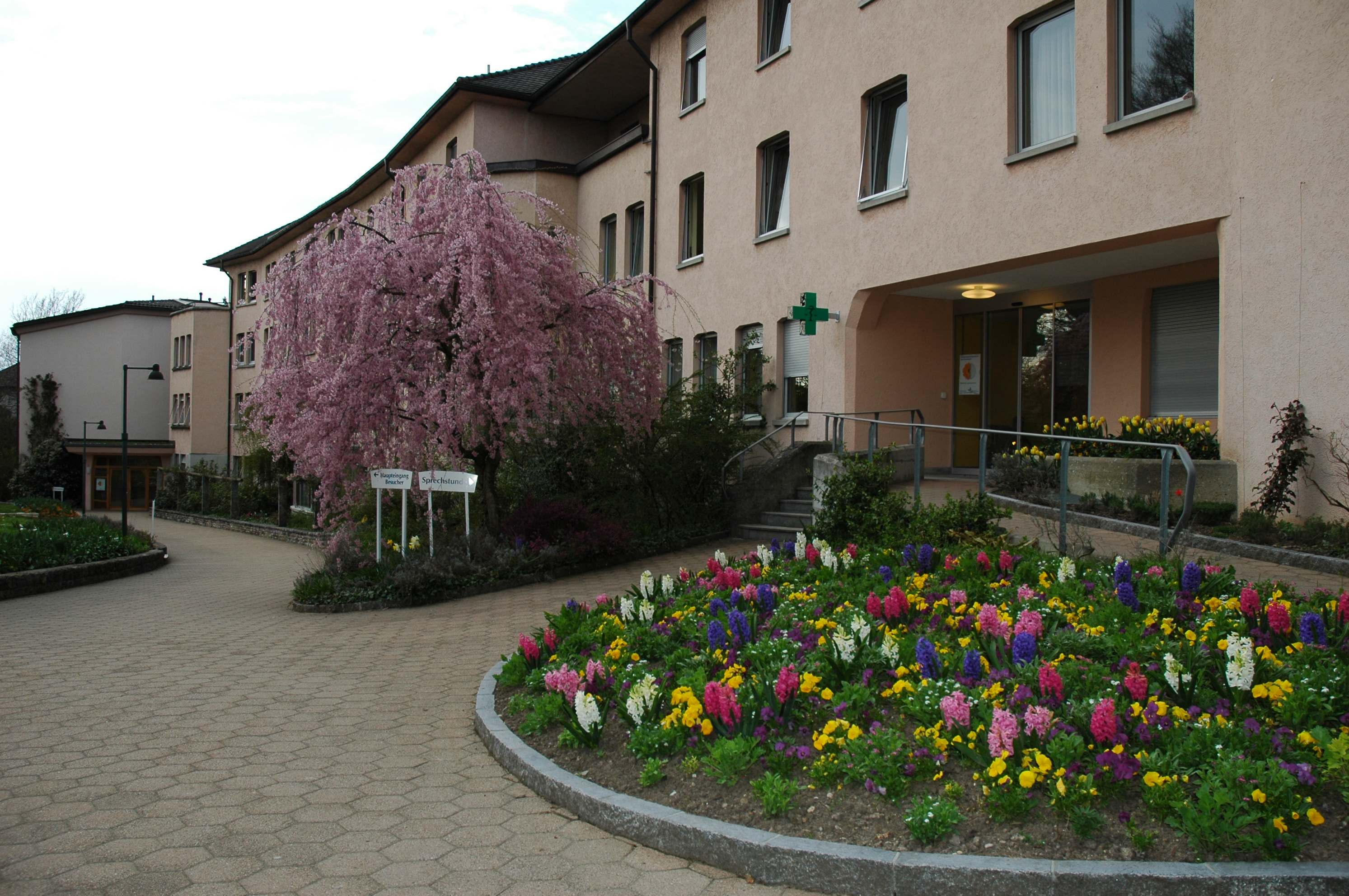
Ita Wegman kliniken 2008 (ingår idag i Klinik Arlesheim)

1919 hade hon en gemensam klinik i Zürich med andra kvinnliga läkare. 1920 flyttade hon sin mottagning till Basel och köpte mark i näraliggande Arlesheim. Där öppnade hon 1921 sin egen klinik, det klinisk-terapeutiska institutet. Ett antal andra läkare anslöt sig till kliniken, som växte och blev det första centrum för antroposofisk medicin. 1922 grundade hon ett hem för handikappade barn, också i Arlesheim, och medgrundade ett farmaceutiskt laboratorium, Weleda, som med åren har vuxit till en betydande producent av medicin och hudvårdsartiklar.
1923 blev Ita Wegman ombedd av Rudolf Steiner att ingå i styrelsen för det ombildade antroposofiska sällskapet och även att överta ledningen för den nya medicinska sektionen vid Goetheanum i Dornach. I denna egenskap tog hon initiativ till många kliniker och läkepedagogiska hem i Europa. Tillsammans skrev Wegman och Steiner vad som kom att bli hans sista bok, Grunderna för hur antroposofin berikar läkekonsten. Boken skrevs delvis under det halvår som Ita Wegman vårdade Steiner, som redan var obotligt sjuk och avled i mars 1925.
Efter Steiners död utbröt talrika konflikter i styrelsen över det fortsatta antroposofiska arbetet, vilket ledde till att Ita Wegman 1935 uteslöts ur det antroposofiska sällskapet tillsammans med sina anhängare. Trots detta blomstrade det medicinska arbetet, och Wegman fortsatte att verka i internationella sammanhang. Hon var särskilt aktiv i Holland och England under denna tid. Ita Wegman avled 1943 i Arlesheim 67 år gammal.

## Arkiv och klinik idag
Ita Wegmans omfattande arkiv inryms idag i det trähus som Rudolf Steiner ritade åt henne 1924 och som byggdes i trädgården till hennes klinik i Arlesheim. Arkivet är öppet för allmänheten och förvaltas av Ita Wegman Institut, som har sitt kontor i huset. Ita Wegman kliniken gick 2014 samman med Lukas-kliniken, en antroposofisk cancerklinik grundad 1963, för att bilda Klinik Arlesheim.